# 30 Rockefeller Plaza

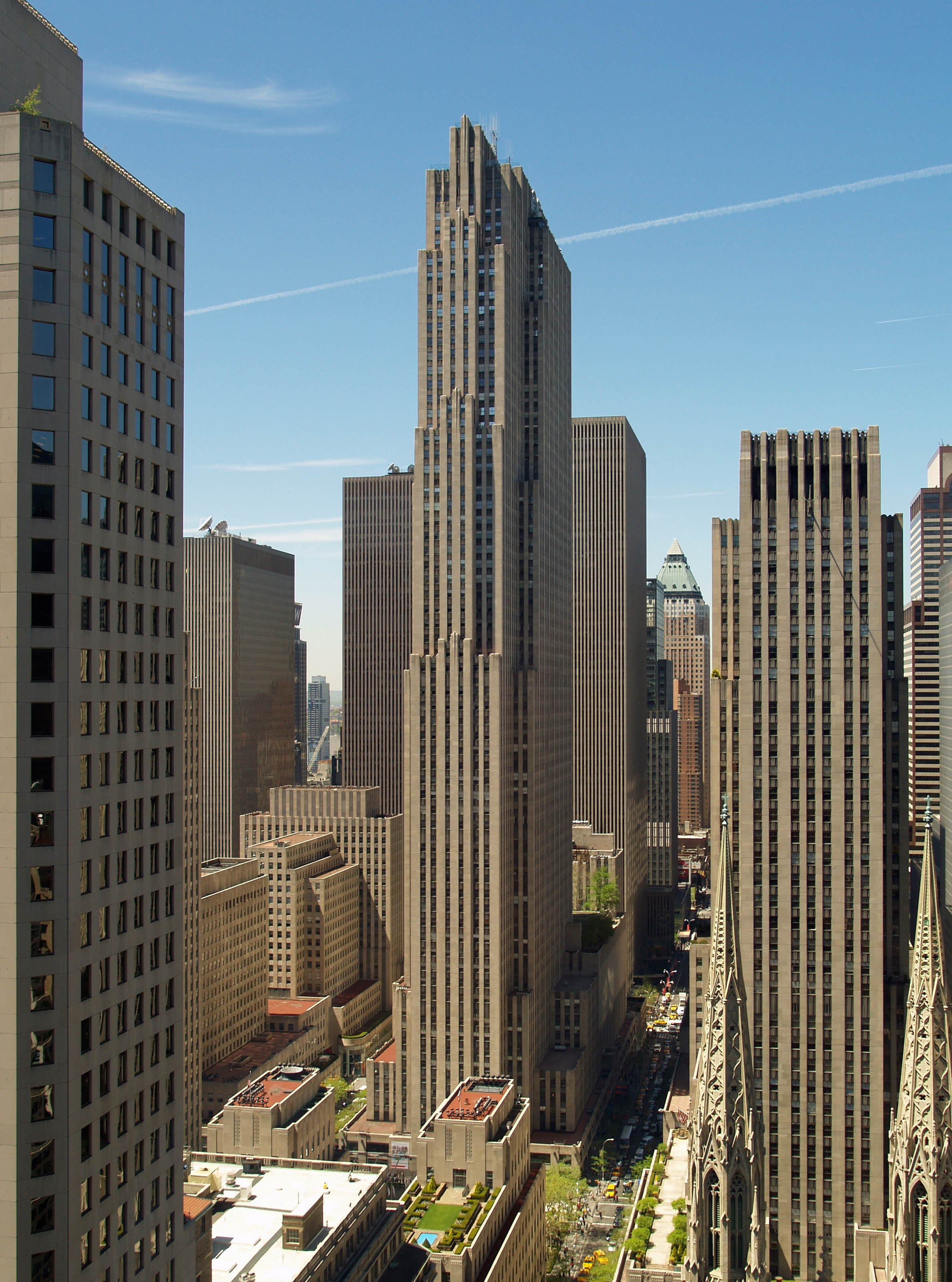
Fachada del Comcast Building

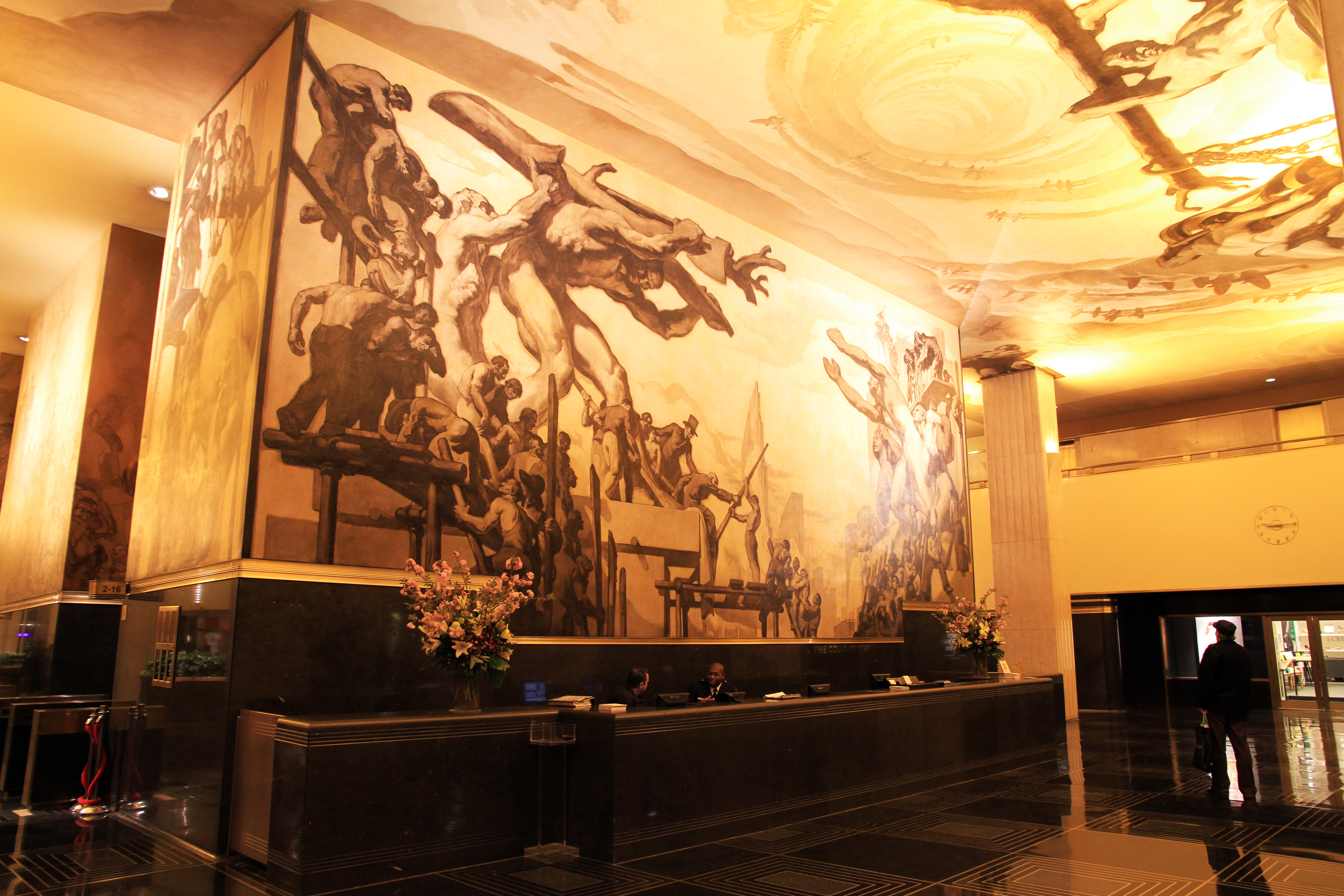
Interior

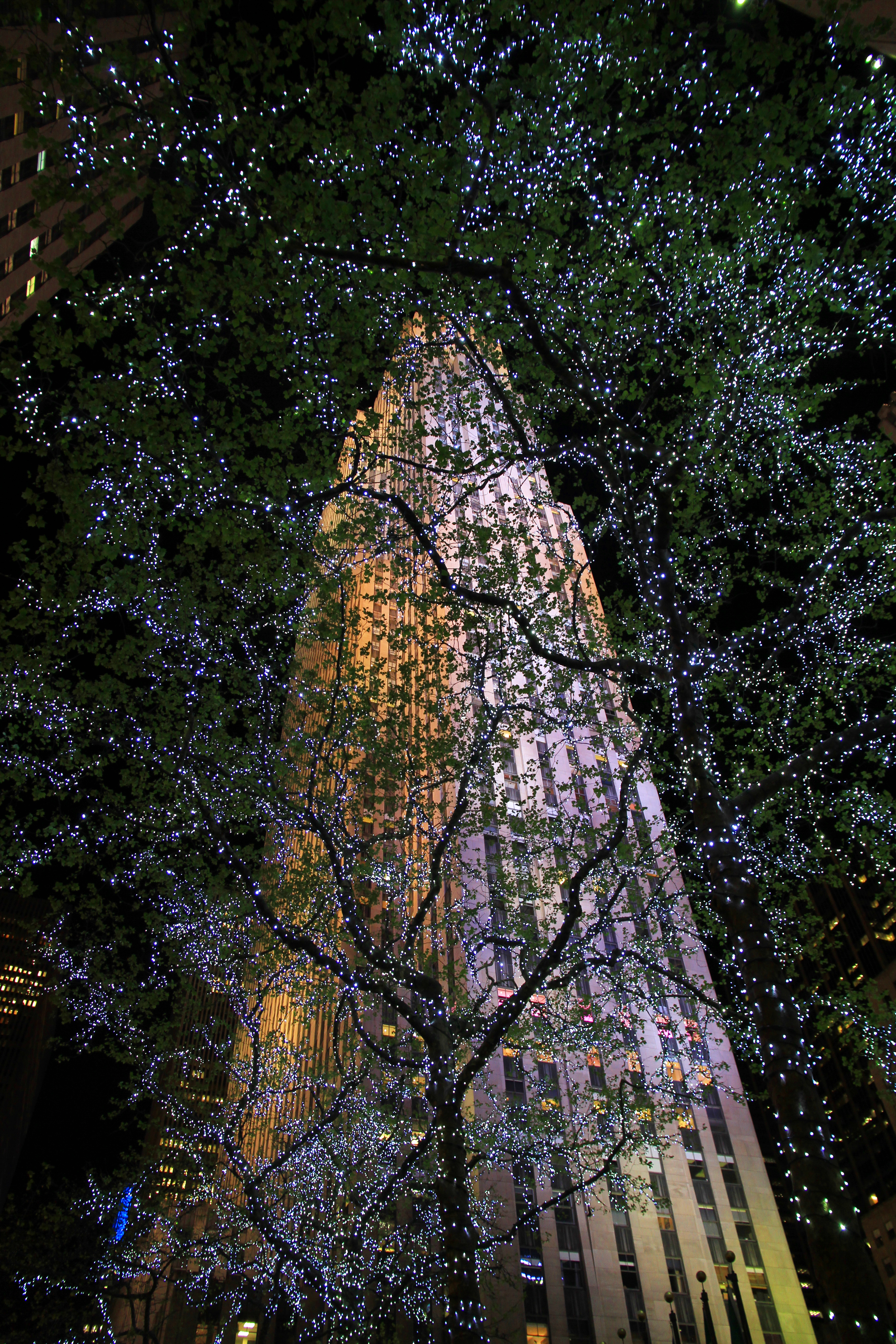
De noche

El 30 Rockefeller Plaza es un rascacielos de estilo art decó que forma la pieza central del Rockefeller Center en la sección Midtown Manhattan de la ciudad de Nueva York, Estados Unidos. Fue conocido como el RCA Building entre 1933 y 1988, y luego como el GE Building entre 1988 y 2015, año en que fue renombrado como Comcast Building. Es más reconocido como la sede central a nivel mundial de la cadena de televisión National Broadcasting Company (NBC). Con 260 metros y 70 plantas, en el momento de su construcción era uno de los edificios más altos de la ciudad de Nueva York.
La dirección oficial del Comcast Building es 30 Rockefeller Plaza, Nueva York, NY 10112. Esta dirección ha dado lugar al apodo del edificio, "30 Rock."

## Historia
El Comcast Building fue desarrollado en 1933 como parte de la construcción del Rockefeller Center. Raymond Hood, un arquitecto famoso de art decó, dirigió el equipo de arquitectos que construyó el edificio. Fue nombrado el RCA Building por su inquilino principal, la Radio Corporation of America (RCA), que se formó en 1919 por General Electric. Fue el primer edificio en ser construido con los ascensores agrupados en el núcleo central. Durante la construcción, el fotógrafo Charles Clyde Ebbets tomó la fotografía famosa Lunch atop a Skyscraper ("Almuerzo sobre un rascacielos") en el piso 69. La National Broadcasting Company, que también es poseída actualmente por General Electric, arrendó espacio en el edificio.
La oficina de la familia Rockefeller ocupó la sala 5 600 en el piso 56. Este espacio es actualmente ocupado por Rockefeller Family & Associates, abarcando el área entre el piso 54 y el piso 56. En 1985, el edificio oficialmente adquirió su estado como un monumento nacional. El RCA Building fue renombrado como el GE Building en 1988, dos años después de la readquisición de RCA por GE.
El Comcast Building es uno de los más famosos y reconocidos rascacielos de Nueva York. Cuando fue construido, el exterior era una obra de arte. El friso ubicado encima de la entrada principal fue ejecutado por Lee Lawrie y muestra "Sabiduría", junto con un eslogan que lee: "La sabiduría y el conocimiento serán la estabilidad de tus veces", una frase que proviene del Libro de Isaías. Los detalles verticales de la austera fachada de estilo art decó están integrados dentro de unas formas esbeltas y funcionalmente expresivas. Actualmente, el exterior se reconoce por las grandes letras GE situadas en lo más alto y su famosa marquesina en la entrada del edificio a menudo mostrada en diversas series de televisión, tales como 30 Rock y Seinfeld. A diferencia de la mayor parte de otros altos edificios de estilo art déco construidos en los años 1930, el Comcast Building no tiene un chapitel en su tejado.
Algunos de los apodos del edificio incluyen La Losa (The Slab en inglés) o 30 Rock, por su dirección. Además, 30 Rock es también el título de una sitcom de NBC cuyo argumento sigue al reparto y equipo de un programa televisivo ficcional que se graba en el edificio. El programa utiliza el edificio para sus tomas exteriores, mientras las tomas interiores son filmadas en Silvercup Studios en Queens.
KWO35, la estación de Radio NOAA para la mayoría del área Tri-State, transmite desde la parte superior del Comcast Building a 162,55 MHz.
Debajo del Comcast Building existe un centro comercial. Una de las primeras escaleras rodantes daba acceso al pequeño centro comercial desde el vestíbulo. El vestíbulo abierto fue el primero de su época y los ricos materiales y el esquema ornamental negro y amarillento son realzados por una dramática iluminación. El granito cubre la base del edificio hasta los 1,2 metros de altura y la aguja tiene una refinada fachada de caliza de Indiana con paneles de aluminio.
El piso 65 del edificio fue anteriormente un salón de reuniones y restaurante llamado The Rainbow Room (La Sala Arcoiris en español), que fue renovado y reabierto al público con operadores nuevos, pero fue cerrado en 2009 debido a la crisis económica.

## NBC Studios
El edificio es muy conocido por albergar la sede de NBC y las instalaciones en Nueva York de los NBC Studios. En 1996, NBC compró el espacio que había arrendado desde 1933. La compra permitió que la empresa introdujera nuevas tecnologías y renovar el espacio; también les dio opciones para renovar el contrato de arrendamiento en los estudios de The Today Show, transmitido desde un edificio cercano, 10 Rockefeller Plaza. La oficina de Jack Welch, anteriormente el presidente y director ejecutivo de General Electric, se encuentra en el piso 51 del edificio.
Los estudios del edificio incluyen el Estudio 8H, el hogar de Saturday Night Live. El Estudio 8H fue originalmente el estudio de radio más grande en el mundo, y albergó la Orquesta Sinfónica de la NBC, dirigida por Arturo Toscanini. Se convirtió en un estudio de televisión en 1950. The Tonight Show fue grabado también en el Estudio 6-B del Comcast Building, desde los primeros años de Jack Paar hasta el traslado del programa a Burbank, California, en 1972. Late Night with Jimmy Fallon ocupó el espacio anteriormente ocupado por The Tonight Show. Además, Rosie O'Donnell también presentó su talk show sindicado desde el edificio.

### Producciones grabadas aquí
- The Today Show
- NBC Nightly News
- Dateline NBC
- NBC Sports
- Saturday Night Live
- Late Night with Seth Meyers
- The Tonight Show Starring Jimmy Fallon
- Football Night in America
- MSNBC

## Plataforma de observación
La plataforma de observación del rascacielos, conocido como "Top of the Rock", reabrió al público el 1 de noviembre de 2005, después de someterse a una renovación por 75 millones de dólares. Había sido cerrada desde 1986 para acomodar la renovación del "Rainbow Room". La plataforma, que está construida para parecerse a la plataforma de un trasatlántico, ofrece a los turistas una vista de pájaro de la ciudad, compitiendo con el observatorio en el piso 86 del Edificio Empire State. Frecuentemente se considera la mejor vista panorámica de la ciudad, aunque sólo sea porque ofrece una vista del Edificio Empire State, que no se puede ver desde su propia plataforma de observación.
El "Top of the Rock" también había sido co-optado por Sunday Night Football en NBC durante la temporada 2006-2007, con el mejor jugador en el partido de esa noche, según John Madden y Al Michaels, recibiendo el honor de ser el "Rock Star" de esa noche en la forma de un trofeo de cristal en la plataforma de observación, lo que fue un reemplazo para el "Horse Trailer Award" anteriormente otorgado en Monday Night Football de ABC. El "Horse Trailer Award" fue restaurado para la temporada 2007-2008.

## Libros relacionados
- Harr, John Ensor; Johnson, Peter J. (1988). The Rockefeller Century: Three Generations of America's Greatest Family. Nueva York: Charles Scribner's Sons.
- Okrent, Daniel (2003). Great Fortune: The Epic of Rockefeller Center. Nueva York: Viking Press.
- Roussel, Christine (2006). The Art of Rockefeller Center. Nueva York: W.W. Norton & Company. ISBN 0-393-06082-9.